# Settefrati
Settefrati és un comune (municipi) de la província de Frosinone, a la regió italiana del Laci, situat a uns 120 km a l'est de Roma i a uns 40 km a l'est de Frosinone.
Settefrati limita amb els municipis de Barrea, Civitella Alfedena, Gallinaro, Opi, Picinisco i San Donato Val di Comino.
A 1 de gener de 2019 tenia 729 habitants.

## Llocs d'interès
- Antic Santuari de Canneto. A prop seu, el 1958, es van trobar restes d'un antic temple dedicat a la deessa itàlica Mefitis (segle III aC).

- Restes d'una vil·la romana de l'època imperial. Es van trobar l'any 1974, a menys d'un quilòmetre del centre de la ciutat, a la Casa Firma.[2]

- Castell del segle x. En resten una torre i algunes ruïnes.